# Norsjö och Malå tingslag
Malå och Norsjö tingslag var ett tingslag i Västerbottens län i norra Västerbotten och mellersta Lappland. Tingslagets område är beläget inom nuvarande Norsjö kommun och Malå kommuner. År 1934 hade tingslaget 10 739 invånare på en yta av 3 670 km², varav land 3 385. Tingsställe var från 1879 Norsjö.
Tingslaget bildades 1877 då Norsjö socken överfördes hit från Skellefteå tingslag och Malå socken från Arvidsjaurs tingslag. 1971 upplöstes tingslaget och övergick till Skellefteå domsaga
Tingslaget hörde till Västerbottens norra domsaga, från 1967 benämnd Skellefteå domsaga.

## Socknar
Malå och Norsjö tingslag bestod av två socknar: 
- Malå socken
- Norsjö socken